# Captain Cooker Manuka Beer
Captain Cooker Manuka Beer is een Belgisch bier van hoge gisting.
Het bier wordt sinds 2012 gebrouwen bij Brouwerij De Graal voor Belgian Beer Brewing Company en voorheen bij De Proefbrouwerij. Reeds 200 jaar geleden werd bier gebrouwen op basis van de bladeren van de Manukaplant (tea tree) door de Maori, de oorspronkelijke inwoners van Nieuw-Zeeland. Het recept is gebaseerd op het originele recept dat zou ontdekt zijn in de dagboeken van kapitein James Cook.

## Varianten
- Captain Cooker Manuka Beer, amberkleurig bier met een alcoholpercentage van 5,8%
- Captain Cooker White Manuka Beer, blond troebel witbier met een alcoholpercentage van 4,5% (wordt niet meer gebrouwen)